# Centrale Montemartini

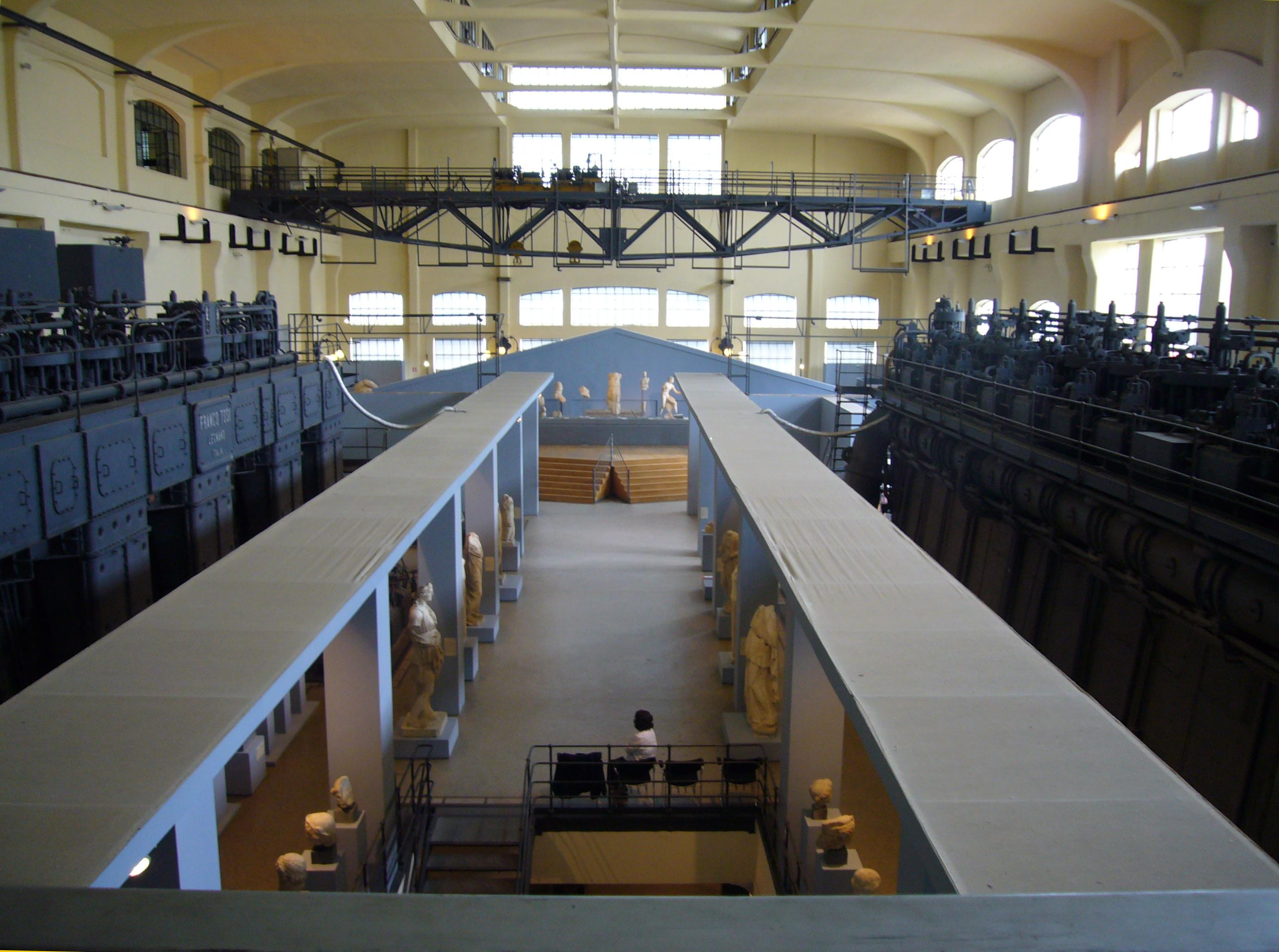
Maschinensaal; im Hintergrund das rekonstruierte Frontispiz des Tempels des Apollo Sosianus

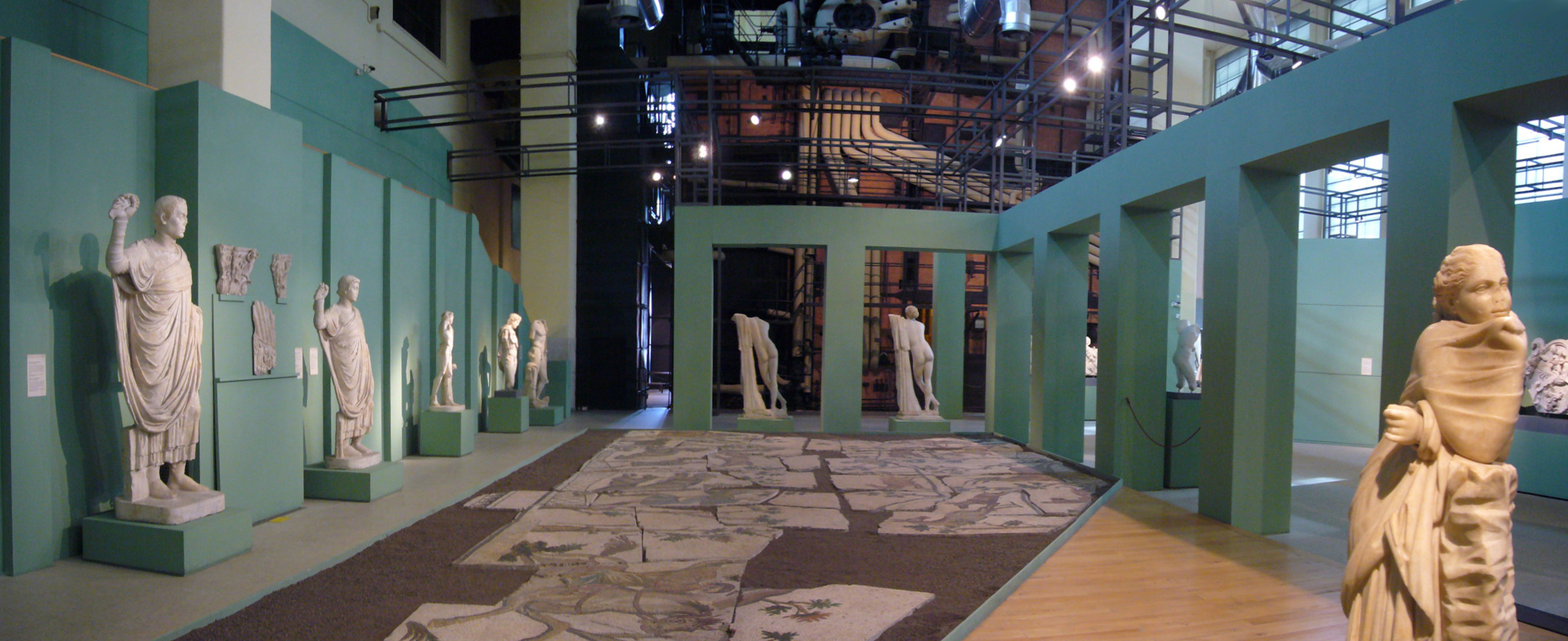
Kesselraum mit dem Bodenmosaik von Santa Bibiana

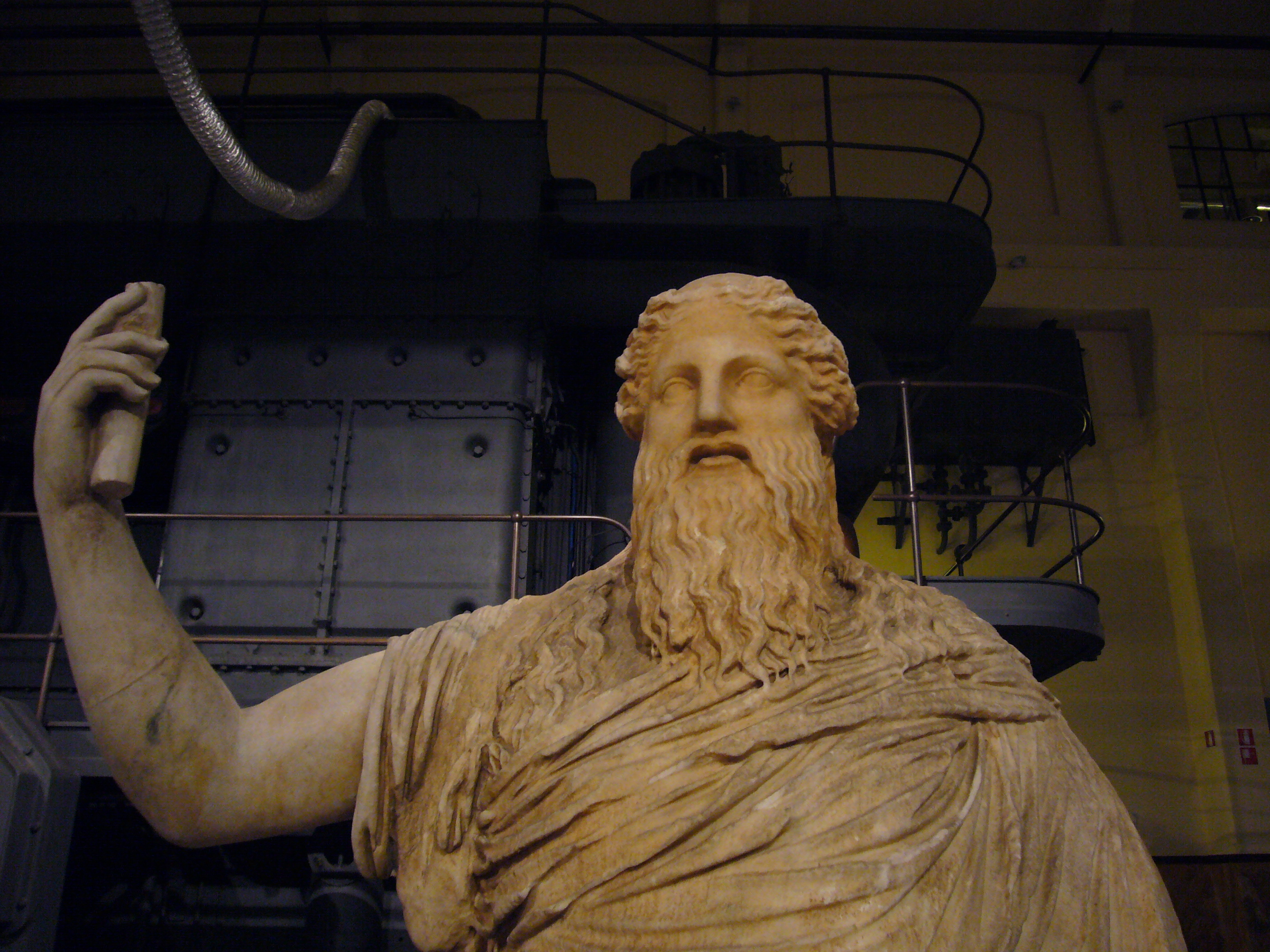
Dionysosstatue, Centrale Montemartini

Die an der via Ostiense in Rom gelegene Centrale Montemartini gehört zu den kommunalen Museen Roms. Vor einer industriearchäologischen Kulisse beherbergt diese etwa 400 römische Statuen sowie Grabinschriften und Mosaiken, die zuvor in den Kapitolinischen Museen ausgestellt oder in den großen Depots der Stadt aufbewahrt waren.

## Das Elektrizitätswerk
Das Kraftwerk Montemartini wurde am 30. Juni 1912 während der Amtszeit des Bürgermeisters Ernesto Nathan eingeweiht. Betrieben von der damaligen Azienda elettrica municipale  (städtische Elektrizitätsgesellschaft, heute Acea), war sie die erste öffentliche Einrichtung Roms zur Erzeugung von elektrischem Strom. Sie wurde nach dem Ökonomen Giovanni Montemartini (* 1867 in Montù Beccaria; † 1913 in Rom) benannt, einem Theoretiker der Kommunalisierung von für das Gemeinwohl relevanten Unternehmen und Referatsleiter der römischen Stadtverwaltung, der 1913 während einer Sitzung des römischen Stadtrats gestorben war.
Das Werk wurde in der Nähe des Bezirks Testaccio auf einem Gelände unmittelbar vor den Stadtmauern errichtet, das die Stadtverwaltung wegen der Nähe des Tibers, der Eisenbahn und der Straße nach Ostia für die Ansiedlung von Industrien vorgesehen hatte. In dem Gebiet waren 1910 die Großmärkte und ein Gaswerk angesiedelt worden (letzteres hatte sich bis dahin auf einem Gelände befunden, auf dem später Teile des Circus Maximus ausgegraben wurden), außerdem gab es hier Industrie- und Handwerksbetriebe.
In den 1930er Jahren wurde das Kraftwerk von der faschistischen Regierung verstaatlicht und 1933 von Benito Mussolini anlässlich der Erneuerung seiner Dieselmotoren ein zweites Mal eingeweiht. Ein weiterer Umbau wurde im Hinblick auf die für 1942 geplante Weltausstellung beschlossen, die das Kraftwerk mit elektrischem Strom versorgen sollte. Die Arbeiten wurden durch den Zweiten Weltkrieg unterbrochen und erst 1952 fertiggestellt. Sie gaben dem Elektrizitätswerk sein heutiges Aussehen.
Nach 50 Betriebsjahren war das Werk jedoch veraltet, und 1963 wurde die Erzeugung von Elektrizität endgültig eingestellt. In den folgenden zwei Jahrzehnten verfielen die Gebäude, die Maschinen wurden demontiert und das Gelände wurde anderweitig genutzt, bis sich die Acea entschloss, das Hauptgebäude des Komplexes mit dem Maschinensaal und dem Kesselraum zu restaurieren, einen Teil der Maschinerie wieder an seinem ursprünglichen Ort aufzustellen (unter anderem eine Dampfturbine aus dem Jahr 1917, die großen Dieselmotoren) und die Räumlichkeiten für die Unternehmensleitung und kulturelle Zwecke zu nutzen. Die Sanierung rettete ein Monument des industriegeschichtlichen Erbes der Stadt.

## Das Museum

### Geschichte
1997 mussten die Skulpturensammlung und einige Teile des Palazzo dei Conservatori in den Kapitolinischen Museen auf dem Kapitol wegen Umbaumaßnahmen für die Öffentlichkeit geschlossen werden: währenddessen erhielten die Skulpturen in einigen Räumen des ehemaligen Elektrizitätswerks eine zunächst vorübergehende Bleibe. Dem Nebeneinander antiker Kunstwerke und moderner Industriearchitektur war großer Erfolg beschieden. Daher wurde im Jahr 2005, als die Arbeiten in den Kapitolinischen Museen abgeschlossen waren, das Kraftwerk in ein ständiges Museum als Außenstelle der Kapitolinischen Museen umgewandelt.

### Sammlung
Der größte Teil der ausgestellten Fundstücke geht auf vergleichsweise neue Erwerbungen zurück und stammt aus Ausgrabungen, die nach der Vereinigung Italiens vor allem in den antiken Gärten Roms durchgeführt wurden. Die Struktur der Ausstellung verdeutlicht die Herkunft der Fundstücke und gliedert sich in drei Hauptthemenbereiche:
- Römische Republik (Religion und Grabkultur, Anfänge des Luxus in die Privatsphäre, Portraitkunst), im „Säulensaal“;
- das monumentale Zentrum Roms (die Gegend um den Circus Flaminius, Tempel des Apollo Sosianus, Kapitolshügel, die Area Sacra am Largo Argentina, Theater des Pompeius) im „Maschinensaal“;
- die Gärten, die kaiserlichen Residenzen und Domus (Horti auf dem Esquilin, Horti Sallustiani, Horti Spei Veteris an der Porta Maggiore, das Mosaik von Santa Bibiana) im „Kesselraum“.

Die Szenerie gewinnt ihren Reiz durch das Nebeneinander von Zeugnissen der klassischen und der Industriearchäologie, in dem die Maschinen des Kraftwerks als Hintergrund der Skulpturen dienen.